# Powiat Gyál
Powiat Gyál (węg. Gyáli járás) – jeden z piętnastu powiatów komitatu Pest na Węgrzech. Jego powierzchnia wynosi 286,54 km². W 2009 liczył 45 944 mieszkańców (gęstość zaludnienia 160 os./1 km²). Siedzibą władz jest miasto Gyál.

## Miejscowości powiatu Gyál
- Alsónémedi
- Bugyi
- Felsőpakony
- Gyál
- Ócsa